# Mario Vialardi
Mario Vialardi (Biella, 1904 – Biella, ottobre 1990) è stato un calciatore italiano, di ruolo portiere.

## Carriera
Dopo aver militato nella squadra giovanile del Don Bosco, nel 1921 passò alla Biellese ma non ancora in prima squadra. Nel 1924, mentre svolgeva il servizio militare, militò nell'Esperia F.C. di Pavia, vincitrice del campionato locale dei "liberi" (ULIC). Terminato il servizio militare, tornò alla Biellese riuscendo a entrare in prima squadra, con la quale, al termine della stagione 1927-1928, conquistò la promozione nel massimo campionato. Con la Biellese disputa 20 gare nel campionato di Divisione Nazionale 1928-1929 e 4 gare in Serie B 1929-1930. Si trasferì poi al Siracusa insieme a Secondo Finotto, Domenico Greppi e Paolo Vigna, tutti provenienti dalla Biellese, per poi farvi ritorno fino al 1936.